# Valentina Paris
Valentina Paris (Avellino, 31 luglio 1981) è una politica italiana, già deputata del Partito Democratico.

## Biografia
Laureata in Relazioni internazionali e diplomatiche presso l'Università degli Studi di Napoli "L'Orientale", inizia la sua militanza politica nella Sinistra giovanile. Nel 2002 diventa consigliera comunale ad Atripalda e per una decina d'anni ricopre diversi incarichi politici tra le file dei Democratici di Sinistra e del Partito Democratico. Nel 2012 partecipa alle primarie dei parlamentari del Partito Democratico nel collegio Campania 2 raccogliendo oltre 3.000 voti; un risultato che le ha consentito di essere eletta deputata alle elezioni politiche del 2013.
È stata responsabile nazionale del PD con delega agli Enti locali dal 16 settembre 2014 al 6 ottobre 2016, giorno in cui è stata nominata responsabile nazionale del partito per le attività produttive, delega esercitata fino al 30 maggio 2017. Fino alle primarie del Partito Democratico del 2023, in cui ha sostenuto la candidatura di Elly Schlein, ha fatto parte della corrente degli orfiniani.
È membro dell'Assemblea nazionale del Partito Democratico.
Ha svolto diverse attività nel campo dell'associazionismo. Oltre che membro del coordinamento nazionale della fondazione Equality Italia, che si occupa di diritti civili, è stata referente provinciale di Avellino di Libera, l'associazione di Don Luigi Ciotti che si batte contro le mafie.